# Natter-Nád Miksa
Natter-Nád Miksa (Zólyombrézó, 1893. február 16. – Budapest, 1982. április 7.) újságíró, biológus.

## Élete
1893-ban született a Zólyom vármegyei Zólyombrézón. Középiskoláit Selmecbányán végezte, majd a Budapesti Tudományegyetem bölcsészkarának hallgatója lett. 1913-tól jelennek meg mezőgazdasági és kertészeti növényekről szóló ismertetései; ezeknek publikálását szibériai hadifogságából visszatérve újra folytatta. Az 1930-as évektől főleg a Nemzeti Újságban, 1945 után a Magyar Nemzetben, az Élet és Tudományban és másutt számos ilyen tárgyú cikke jelent meg, melyeket három kötetben tett közzé. Ezek a növények botanikai, elnevezéstani, kertészeti, gyógyászati, kultúrtörténeti stb. vonatkozásait tárgyalják.
A TIT (Tudományos Ismeretterjesztő Társulat) keretében és a Magyar Rádióban kifejtett tevékenységét a Magyar Rádió nívódíjjal, a Magyar Újságírók Szövetsége Aranytollal ismerte el (1981).

## Főbb munkái
- Virágos könyv (Budapest 1939)
- Új virágos könyv (Budapest, 1942)
- Újabb virágos könyv (Budapest, 1964)